# Christopher Wolstenholme
Christopher Tony Wolstenholme (født 2. december 1978 i Rotherham, England), bedre kendt som Chris Wolstenholme, er bassist og korsanger i det engelske alternative rockband Muse.
Wolstenholme startede med at spille trommer i et post-punk band men skiftede senere til bas da han blev medlem af Rocket Baby Dolls som senere ændrede navn til Muse.